# Aratasaurus museonacionali
Aratasaurus museonacionali es la única especie conocida del género extinto Aratasaurus (tup. "lagarto nacido de fuego") de saurisquio terópodos celurosaurio basal que vivió a principios del periodo Cretácico, hace 115-110 millones de años durante el Albiense, en lo que es hoy Sudamérica. Conocido por fósiles encontrados en depósitos de la Formación Romualdo en Brasil. Llegó a medir hasta 3 metros de largo y pesar unos 34 kilogramos) cuando estaba completamente desarrollado.
El holotipo fue descubierto en una mina de yeso en 2008 y fue llevado al Museo de Paleontología Plácido Cidade Nuvens para ser preparado y descrito. Entre 2008 y 2016, se realizaron análisis microscópicos de los tejidos del holotipo utilizando pequeñas muestras de hueso. También en 2016, el fósil fue llevado al Museo Nacional de Brasil. El 2 de septiembre de 2018 hubo un incendio en el museo , pero las llamas no tocaron el área donde se almacenaba y el fósil quedó intacto. En 2020, fue descrito como el nuevo género Aratasaurus. El nombre genérico Aratasaurus proviene de la unión de los términos de la lengua Tupi ara, "nacido" y" atá "fuego", y el sufijo en griego saurus "lagarto", mientras que el descriptor específico "museunacionali" se refiere al Museo Nacional de Río de Janeiro, donde el fósil fue depositado en 2016. Aratasaurus fue clasificado en Coelurosauria en una posición basal, como taxón hermano de Zuolong.